# Bruno Pires
Bruno Raphael Pires (Bela Vista de Goiás - 20 de setembro de 1985 ) é um árbitro assistente de futebol brasileiro . Ele está na lista de árbitros da FIFA como tal desde 2016. 

## Carreira
Em 15 de dezembro de 2015 foi integrado a FIFA e se juntando a Wilton Pereira e Fabrício Vilarinho nos quadros internacionais.
Como adjunto, acompanhou não só muitos jogos a nível nacional, mas também jogos internacionais a nível de clubes, bem como jogos de seleções nacionais. Esteve representado na Copa América 2021 e na Copa da Arábia 2021. Na edição da Copa do Mundo FIFA de 2022, foi escolhido, junto com árbitro Wilton Pereira e acompanhado pelo assistente Bruno Boschilia. Pela competição, bandeirou quatro partidas: duas na fase de grupos (os confrontos entre Senegal e Países Baixos e Polônia e Arábia Saudita), uma nas oitavas de final (Países Baixos e Estados Unidos) e uma nas quartas de final (Inglaterra e França). 
| Copa do Mundo FIFA de 2022 | Copa do Mundo FIFA de 2022      | Copa do Mundo FIFA de 2022               | Copa do Mundo FIFA de 2022 | Copa do Mundo FIFA de 2022 |
| Data                       | Jogo                            | Venue                                    | Round                      | Attendance                 |
| -------------------------- | ------------------------------- | ---------------------------------------- | -------------------------- | -------------------------- |
| 21 de Novembro de 2022     | Senegal vs Países Baixos        | Al Thumama Stadium, Doha                 | Fase de Grupo              | 41,721                     |
| 29 de Novembro de 2022     | Países Baixos vs Qatar          | Estádio Al Bayt, Al Khor                 | Group stage                | 66,784                     |
| 3 de Dezembro de 2022      | Países Baixos vs Estados Unidos | Estádio Internacional Khalifa, Al Rayyan | Round of 16                | 44,846                     |
| 10 de Dezembro de 2022     | Inglaterra vs França            | Al Bayt Stadium, Al Khor                 | Quarter-finals             | 68,895                     |